# Grabstele der Mania

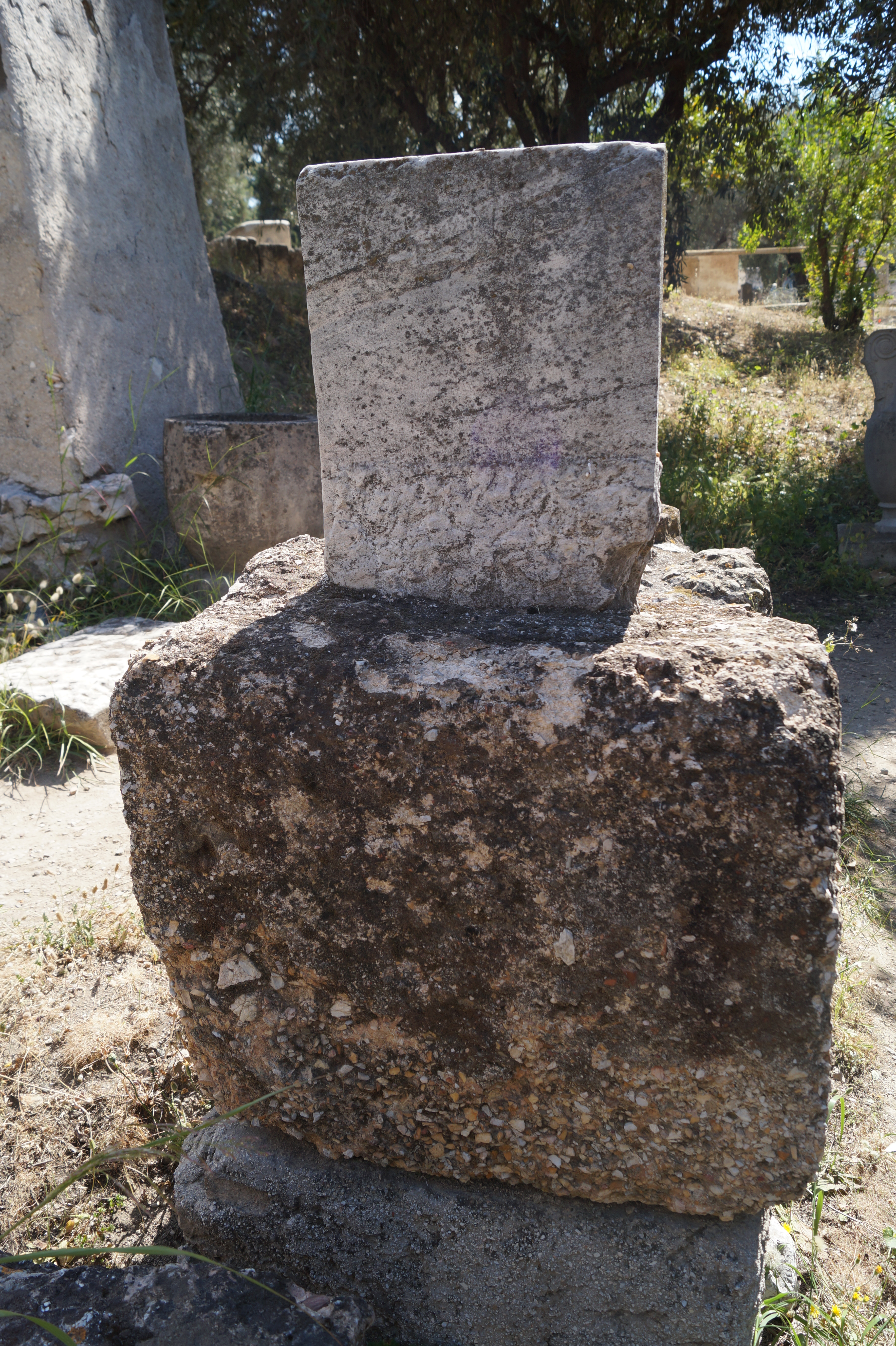
Grabstele der Mania

Die Grabstele der Mania ist eine einfache marmorne Grabstele auf dem antiken athenischen Friedhof Kerameikos.
Die Grabstele der Mania befindet sich am Südrand der Heiligen Straße, in der Nähe römischer Grabbauten sowie der Grabbezirke von Daippos und Athenodoros, der Ampharete und der Antidosis. Die unscheinbare, von der Straßenfront zurückgesetzte Stele besteht aus einem Sockel aus Konglomeratgestein und der eigentlichen, marmornen Stele. Einziger Schmuck ist die Inschrift altgriechisch Μανία, die eine Person namens Mania als Grabinhaberin benennt. Die Inschrift ist zur Heiligen Straße nach Norden hin ausgerichtet. Der Stein wurde in einem höheren Niveau gefunden als etwa der Grabbezirk des Daippos und des Athenodoros, aber niedriger als die römischen Gräber, was die Datierung in die frühellenistische Zeit untermauert. Die Stele, die heute noch als Original im Gelände des Kerameikos zu finden ist, wurde 1932 bei den Ausgrabungen des Deutschen Archäologischen Instituts Athen unter Karl Kübler gefunden.